# ويليام أنتوني
ويليام أنتوني (بالإنجليزية: William Anthony)‏ هو عسكري أمريكي، ولد في 27 أكتوبر 1853 في ألباني في الولايات المتحدة، وتوفي في 24 نوفمبر 1899 في نيويورك في الولايات المتحدة.